# San Andrés de Giles (município)

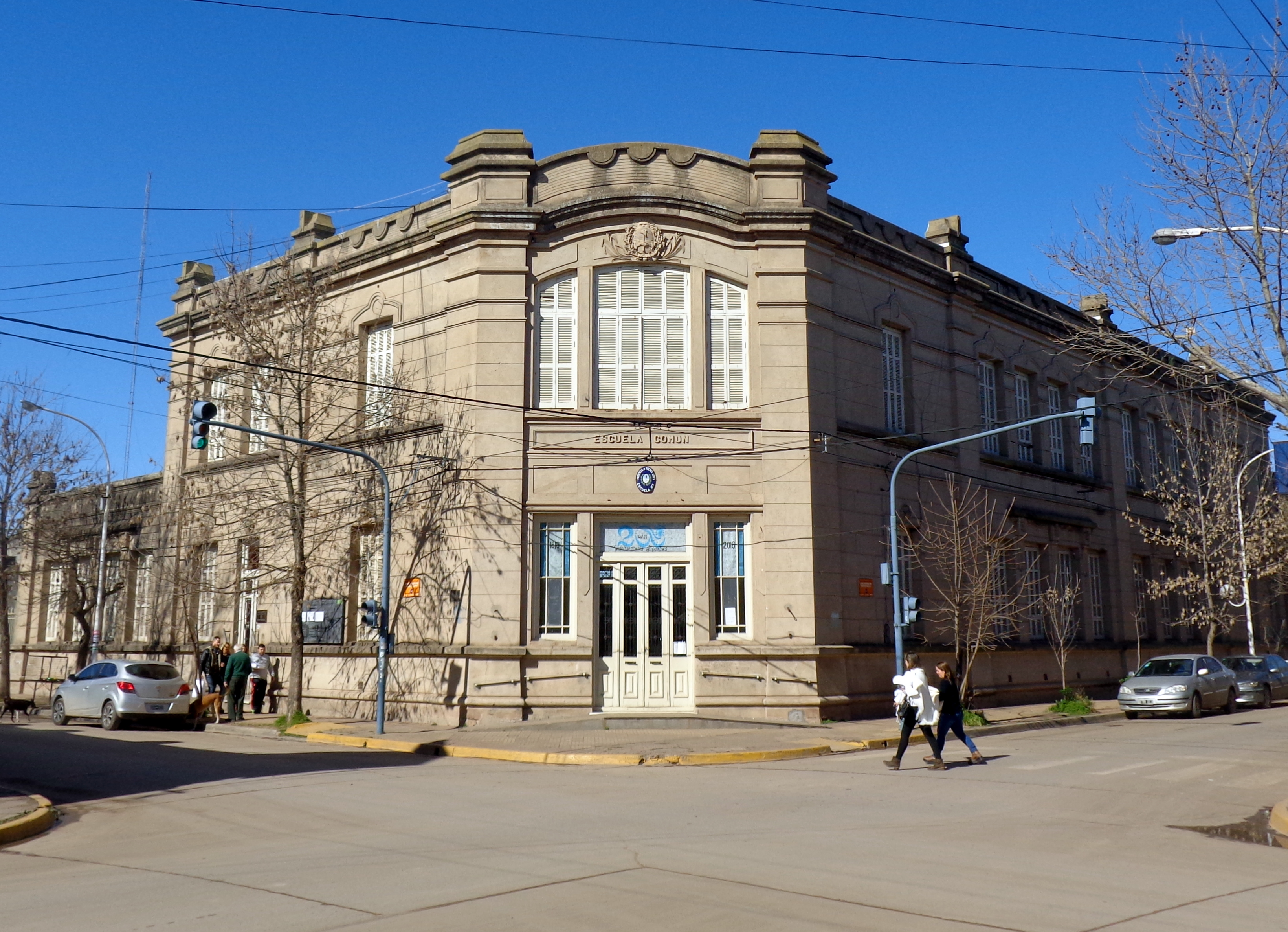
Esquina de Belgrano y Rivadavia en San Andrés de Giles, Provincia de Buenos Aires, Argentina.

San Andrés de Giles é um partido (município) da província de Buenos Aires, na Argentina. Possuía, de acordo com estimativa de 2019, 25.502 habitantes.